# Centrale del latte di Vicenza
La Centrale del latte di Vicenza è un'unità operativa con sede a Vicenza di Centrale del Latte d'Italia S.p.A., una holding italiana che opera nel settore lattiero-caseario appartenente al gruppo NewPrinces.

## Storia
Nasce nel 1929 su volere del comune di Vicenza, per offrire la possibilità anche a chi non aveva mucche da latte, di poter consumare latte fresco igienicamente protetto e distribuito capillarmente e ad un prezzo abbordabile. Il comune consorzia alcuni produttori locali (che finanziano parte del capitale), finanzia anch'esso la società e cede un terreno in via Medici dove si sarebbe andato a costruire lo stabilimento che vi è rimasto insediato fino al 2008.
I lavori di costruzione della struttura terminano nel 1931, anno di inizio delle attività. I produttori di latte cedono le loro quote di partecipazione al comune che diventa unico socio della Centrale.
Passata la seconda guerra mondiale, nel 1947, il comune decide di trasformare la società in un'azienda municipalizzata.
A metà degli anni novanta, il controllo della Centrale è gestito dal gruppo finanziario facente capo a Sergio Cragnotti. Nel 1997, viene modificato l'assetto societario facendo diventare la Centrale una società per azioni con socio unico lo stesso comune. Nel 2000 l'allora sindaco Hullweck decide di vendere tutto il pacchetto azionario della società con lo scopo di finanziare la costruzione del nuovo teatro comunale. Le quote verranno acquistate dalla Centrale del latte di Torino (prima per l'82%, poi per il 91,74%) e dalla Granarolo (inizialmente con il 18% poi con l'8,26%).
Dal 2010 l'intero pacchetto azionario è detenuto dalla Centrale del Latte di Torino & C. S.p.A che dal 2016  dopo la fusione per incorporazione della Centrale del Latte di Firenze, Pistoia e Livorno cambia denominazione in Centrale del Latte d'Italia.
Nel Luglio del 2020 si è perfezionata la fusione per incorporazione di Centrale del Latte della Toscana S.p.A. e Centrale del Latte di Vicenza S.p.A. in Centrale del Latte d'Italia S.p.A', appartenete al gruppo Newlat Food che nel 2025 viene ridenominato NewPrinces S.p.A.

### Nuovo stabilimento
Il 21 giugno 2008 è stato inaugurato il nuovo stabilimento della Centrale sito a Vicenza Est, in via Faedo. La struttura (che sostituisce l'originaria sede, ormai troppo all'interno del quartiere San Bortolo) costruita con un investimento di circa 30 milioni di euro, ha una superficie di 36900 m² e consente la lavorazione di 57.000.000 di litri annui di latte e di 100.000 vasetti di yogurt al giorno con possibilità di raddoppiare la produzione.
Particolare attenzione è stata dedicata anche all'aspetto estetico e architettonico della struttura che è costituita da due piani per un'altezza massima di 12 metri ed ha un rivestimento esterno in lega di zinco, rame e titanio associata ad una muratura in blocchi di calcestruzzo bianco che richiamano la tipica pietra calcarea vicentina.

## Produzione
Il prodotto principale dell'azienda è il latte fresco che, nel 1992 è stato classificato come il migliore d'Italia su un campione di 76 marchi. È presente sotto forma di latte intero, scremato, parzialmente scremato, alta qualità intero, alta qualità flora (con fermenti lattici vivi), alta digeribilità e latte di capra (il latte fresco intero, parzialmente scremato ed alta qualità intero è venduto anche nel formato da 1,5 litri). Altri prodotti sono il latte a lunga conservazione UHT (disponibile nelle varianti intero, parzialmente scremato, scremato ed alta digeribilità), probiotico esistente in vari gusti, gli yogurt, presenti in molti gusti e nelle varianti intero e magro, formaggi come stracchino, stracchino cremoso, caciotta, ricotta, mascarpone, mozzarella, uova, burro e panna. Inoltre da alcuni anni è stata avviata la distribuzione di sacchetti di verdura già curata e lavata, pronta da consumare.